# Stråsjön, Södermanland
Stråsjön är en sjö i Gnesta kommun i Södermanland och ingår i Trosaåns huvudavrinningsområde. Sjöns area är 0,012 kvadratkilometer och den befinner sig 38,8 meter över havet.